# Derivata aritmetica
In teoria dei numeri, la derivata aritmetica è una funzione definita sugli interi non negativi, costruita sulla base della fattorizzazione di un numero in numeri primi, in analogia con la regola del prodotto per la derivata di una funzione che viene utilizzato in analisi matematica.
Sia {\displaystyle n} un intero non negativo, allora la “derivata aritmetica” {\displaystyle n'} di {\displaystyle n} è definita come segue:
- {\displaystyle 0'=1'=0;}
- se {\displaystyle n} è primo, allora {\displaystyle n'=1;}
- se {\displaystyle n=ab} con {\displaystyle a} e {\displaystyle b} interi maggiori di {\displaystyle 1,} allora {\displaystyle n'=a'b+ab'.}

Se l'intero non negativo {\displaystyle n} ha fattorizzazione in numeri primi:
{\displaystyle n=p_{1}^{n_{1}}p_{2}^{n_{2}}\ldots p_{m}^{n_{m}},}
allora la derivata aritmetica {\displaystyle n'} di {\displaystyle n} è:
{\displaystyle n'=n\left({\frac {n_{1}}{p_{1}}}+{\frac {n_{2}}{p_{2}}}+\ldots +{\frac {n_{m}}{p_{m}}}\right).}